# Malur de Wallace
El malur de Wallace (Sipodotus wallacii) és una espècie d'ocell de la família dels malúrids (Maluridae) i única espècie del gènere Sipodotus Mathews, 1928.

## Hàbitat i distribució
Habita el sotabosc de la selva humida de les illes Aru, Misool, i Nova Guinea, incloent les illes Yapen.